# Station Hjortshøj
Station Hjortshøj is een spoorweghalte in Hjortshøj in de Deense gemeente Aarhus. De halte ligt aan de lijn Grenaabanen. 